# Avenida Santa Fe
L'Avenida Santa Fe è un viale di Buenos Aires. L'arteria costituisce l'asse principale della zona di Barrio Norte, a cavallo dei quartieri di Retiro e Recoleta. È considerato uno dei principali arterie per lo shopping, soprattutto per quanto riguarda l'abbigliamento, motivo per cui è soprannominata Avenida de la Moda. È nota anche per i palazzi che si affacciano su di essa, che evocano fortemente quelli parigini. Il suo nome rende omaggio all'omonima provincia argentina.

## Storia
Tracciata per la prima volta nella Buenos Aires coloniale nel 1774 con il nome di calle San Gregorio, all'epoca costituiva il limite settentrionale della città. In seguito all'invasione britannica del Río de la Plata nel 1806, fu ribattezzata con il nome di uno degli eroi popolari della sconfitta dell'invasione, Pío Rodríguez. In seguito alla Rivoluzione di Maggio del 1810, i funzionari della città la ribattezzarono Calle Estrecha (la "via stretta"). Il governatore della Provincia di Buenos Aires, Martín Rodríguez, fece allargare la strada nel 1822, dopodiché Bernardino Rivadavia, primo presidente dell'Argentina, la ribattezzò avenida Santa Fe. Il sindaco Torcuato de Alvear, ispirato dai lavori di riqualificazione urbana di Parigi per mano del Barone Haussmann, elaborò piani regolatori per grandi viali, che correvano da est a ovest, ogni sei isolati; negli anni Ottanta del XIX secolo, il viale fu incluso nel piano e ampliato. Un'ordinanza del 1967 ha reso il viale a senso unico, da ovest a est.

## Percorso
Avenida Santa Fe inizia ufficialmente all'estremità meridionale di Plaza San Martín e all'estremità settentrionale di calle Florida. Il viale offre una vista sull'Edificio Kavanagh e sull'Hotel Plaza (ufficialmente in calle Florida) e passa accanto agli ex palazzi Haedo e Paz (oggi edifici pubblici) prima di lasciare i dintorni verdeggianti della piazza. Prosegue verso ovest attraverso il barrio di Retiro, intersecando l'imponente Avenida 9 de Julio, aperta in questa parte della città all'inizio degli anni Settanta. Superata Avenida Callao, e la celebre libreria El Ateneo Grand Splendid, l'Avenida Santa Fe entra nel barrio di Recoleta.
Entrando nel quartiere di Palermo, passa davanti allo Zoo di Buenos Aires, al Giardino Botanico e a Plaza Italia, dove si trova il Monumento equestre a Giuseppe Garibaldi. Il viale prosegue superando l'ornato parco espositivo della Sociedad Rural Argentina e raggiungendo il viadotto Carranza, oltre il quale cambia il nome in Avenida Cabildo.

## Trasporti
Il tratto della linea D della metropolitana di Buenos Aires compreso tra le stazioni di Pueyrredón e Palermo.